# Coll del Petit Sant Bernat

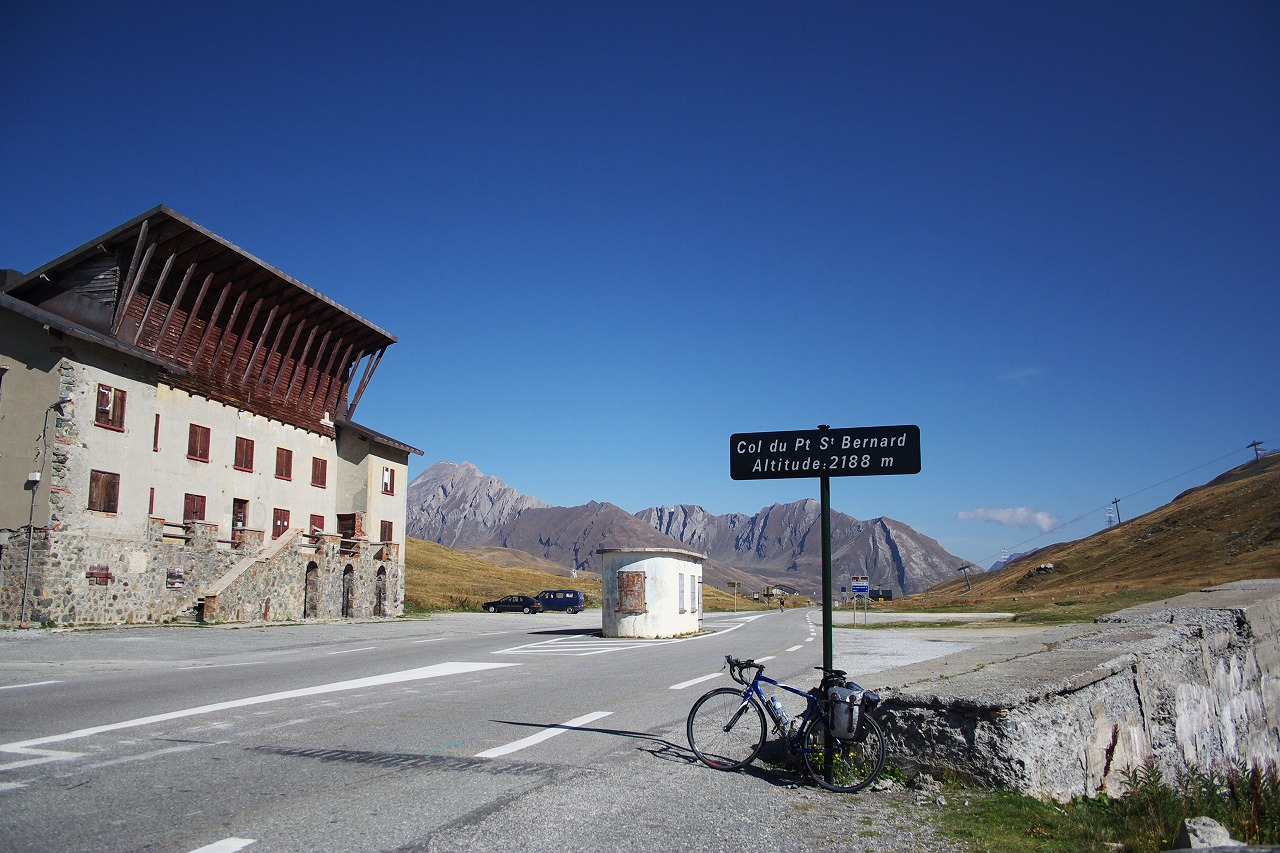
Coll del Petit Sant Bernat

El Coll del Petit Sant Bernat (francès: Col du Petit Saint-Bernard / italià: Colle del Piccolo San Bernardo) és un coll de muntanya dels Alps, fronterer entre França i Itàlia. La seva alçada és de 2.188 msnm. Se situa entre la Savoia a França, i la Vall d'Aosta a Itàlia, al sud del massís del Mont Blanc (Alps de Graies), a la divisòria d'aigües. Existeixen també el coll del Gran Sant Bernat i el coll de Sant Bernardino.
Malgrat que està danyat per la carretera que el travessa, al coll s'hi situa un cromlec de 72 metres de diàmetre. Al centre hi havia un menhir. No està datat amb precisió, però s'atribueix a l'edat del ferro, possiblement de la cultura tarentèsa (c. 725 aC–450 aC). Un temple romà dedicat a Júpiter hi fou edificat, juntament amb una mansió romana que servia per als viatges que travessaven el coll. S'atribueix al coll el pas dels cartaginesos amb el general general Hannibal.
El cromlec fou restaurat durant el segle xix.

## Ciclisme
D'interès pels ciclistes, el coll fou recorregut per primer cop pel Tour de França el 1949 i hi ha passat 3 vegades més des de llavors (19595, 1963, i 2009)
| Any  | Etapa | Categoria | Leader al cim             |
| ---- | ----- | --------- | ------------------------- |
| 2009 | 16    | 1         | Franco Pellizotti (ITA)   |
| 1963 | 17    | 2         | Federico Bahamontes (ESP) |
| 1959 | 18    | 1         | Michele Gismondi (ITA)    |
| 1949 | 17    | 2         | Gino Bartali (ITA)        |